# 사위질빵
사위질빵은 미나리아재비과에 속하는 낙엽이 지는 넓은잎나무이다. 한국·중국·일본 등지에 분포한다.

## 이름에 얽힌 이야기
줄기가 연하고 잘 끊어져서 붙은 이름이다. 한국에서는 사위 오면 씨암탉 잡는다는 말에서 알 수 있듯이 사위 사랑이 극진했다. 그런데 옛 풍습 가운데 추수 때, 사위를 불러다 일을 시키는 예가 있었다. 귀한 사위가 힘들까봐 장모가 다른 일꾼들 몰래 사위가 짊어진 짐을 덜어 내곤 했는데, 그걸 본 사람들이 잘 끊어지고 연약한 덩굴인 사위질빵으로 지게 질빵을 만들어도 안 끊어지겠다며 사위를 놀렸다. 그 뒤로 사위질빵이라는 이름이 붙었다고 한다.

## 생태
덩굴을 이루면서 뻗어나간다. 잎은 1회 3출 겹잎으로 마주난다. 꽃은 8-9월경에 피는데, 여러 개의 흰색 꽃이 잎겨드랑이에서 원추꽃차례를 이루면서 달린다. 각각의 꽃은 십자형으로 퍼져 마치 꽃잎과 비슷한 모양을 하고 있는 4개의 꽃받침조각을 가지고 있으며, 꽃잎은 없다. 열매는 수과로, 길이 10-12mm 정도의 흰 털이 붙어 있으며 가을에 익는다.

## 사진

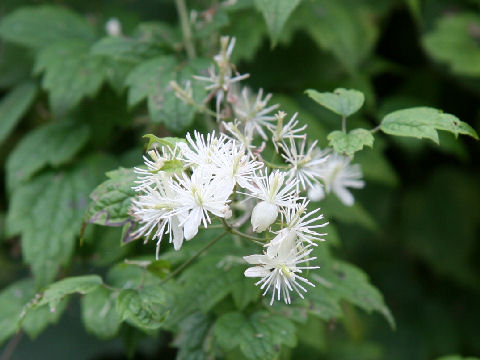
꽃
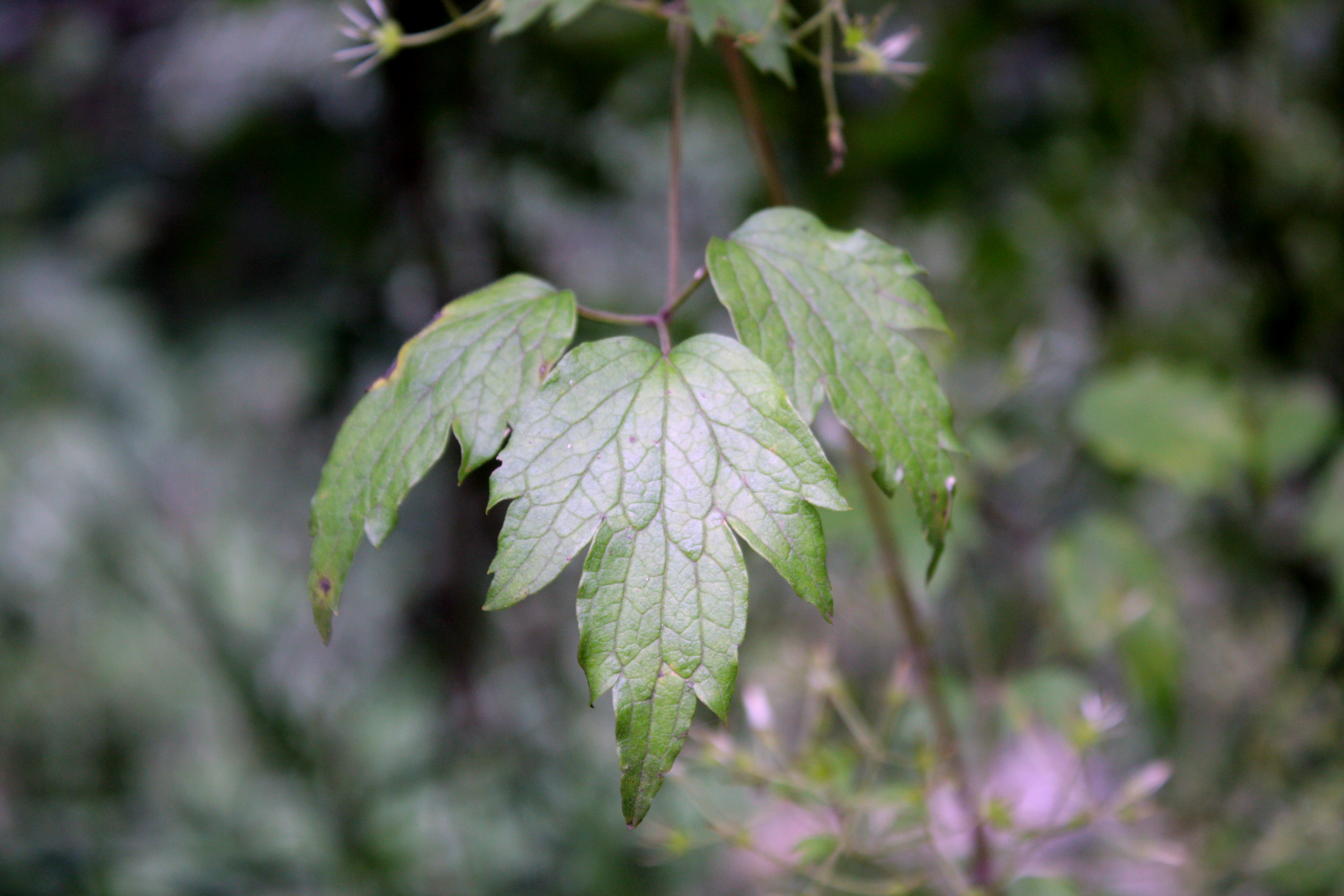
잎

## 참고 문헌
- 이 문서에는 다음커뮤니케이션(현 카카오)에서 GFDL 또는 CC-SA 라이선스로 배포한 글로벌 세계대백과사전의 내용을 기초로 작성된 글이 포함되어 있습니다.